# Município de Jackson (condado de Shelby, Ohio)
O município de Jackson (em inglês: Jackson Township) é um município localizado no condado de Shelby no estado estadounidense de Ohio. No ano de 2010 tinha uma população de 2.443 habitantes e uma densidade populacional de 25,21 pessoas por km².

## Geografia
O município de Jackson encontra-se localizado nas coordenadas 40° 25′ 55″ N, 84° 03′ 44″ O. Segundo a Departamento do Censo dos Estados Unidos, o município tem uma superfície total de 96.92 km², da qual 96,82 km² correspondem a terra firme e (0,1 %) 0,1 km² é água.

## Demografia
Segundo o censo de 2010, tinha 2.443 habitantes residindo no município de Jackson. A densidade populacional era de 25,21 hab./km². Dos 2.443 habitantes, o município de Jackson estava composto pelo 98,16 % brancos, o 0,29 % eram afroamericanos, o 0,08 % eram amerindios, o 0,16 % eram asiáticos, o 0,37 % eram de outras raças e o 0,94 % eram de uma mistura de raças. Do total da população o 1,11 % eram hispanos ou latinos de qualquer raça.